# Ariel (film)
Pour les articles homonymes, voir Ariel.
Pour plus de détails, voir Fiche technique et Distribution.
Ariel est un film finlandais réalisé par Aki Kaurismäki, sorti en 1988.

## Synopsis
À la suite de la fermeture de la mine où travaillent Taisto Kasurinen et son père, ce dernier se suicide et Taisto part pour Helsinki avec la voiture décapotable qu'il lui a léguée. En route, on l'agresse et lui vole toutes ses économies. Il survit en travaillant au noir comme manutentionnaire sur le port et rencontre une jeune femme avec un enfant. Il cherche vainement du travail et retrouve un de ses agresseurs qu'il poursuit et c'est lui qui est emprisonné pour agression à main armée. En prison, il commence à rêver de quitter le pays pour une vie nouvelle. Il s'évade avec son compagnon de cellule mais les choses ne vont pas comme il voulait.

## Fiche technique
- Titre : Ariel
- Réalisation : Aki Kaurismäki
- Scénario : Aki Kaurismäki
- Production : Aki Kaurismäki
- Sociétés de production : Finnish Film Foundation et Villealfa Filmproduction Oy
- Musique : Esko Rahkonen, Rauli Somerjoki et Taisto Tammi
- Photographie : Timo Salminen
- Montage : Raija Talvio
- Décors : Risto Karhula
- Costumes : Tuula Hilkamo
- Pays d'origine : Finlande
- Format : Couleurs - 1,85:1 - Dolby - 35 mm
- Genre : Comédie dramatique
- Durée : 73 minutes
- Dates de sortie : 21 octobre 1988 ( Finlande), 30 août 1989 ( France)

## Distribution
- Turo Pajala : Taisto Olavi Kasurinen
- Susanna Haavisto : Irmeli Katariina Pihlaja
- Matti Pellonpää : Mikkonen
- Eetu Hilkamo : Riku
- Erkki Pajala : un mineur
- Matti Jaaranen : Assaulter
- Hannu Viholainen : le secouriste
- Jorma Markkula : prikkamies
- Tarja Keinänen : la femme du port
- Eino Kuusela : l'homme sur la plage
- Kauko Laalo : le gérant de la maison close
- Jyrki Olsonen : l'homme de la maison close
- Esko Nikkari : le vendeur de voiture
- Marja Packalén : le juge
- Mikko Remes : le médecin de la prison

## Autour du film
- Ariel fait partie d'une trilogie initiée en 1986 par Ombres au paradis et conclue en 1990 avec La Fille aux allumettes.

## Récompenses
- Prix FIPRESCI pour Ariel, prix Saint-Georges de bronze pour Turo Pajala et nomination au prix du meilleur film, lors du Festival international du film de Moscou 1989[1].
- Prix du meilleur film étranger, lors des National Society of Film Critics Awards 1991.